# Paul Cambon
Pour les articles homonymes, voir Cambon.
 (novembre 2022).
Paul Cambon, né le 20 janvier 1843 à Paris où il est mort le 29 mai 1924, est un diplomate français.
Il est notamment ambassadeur de France au Royaume-Uni pendant vingt-deux ans, de 1898 à 1920.
À ce titre, il a signé pour la France les accords Sykes-Picot le 16 mai 1916, le signataire britannique étant le secrétaire d'État aux Affaires étrangères, Edward Grey.

## Biographie

### Carrière

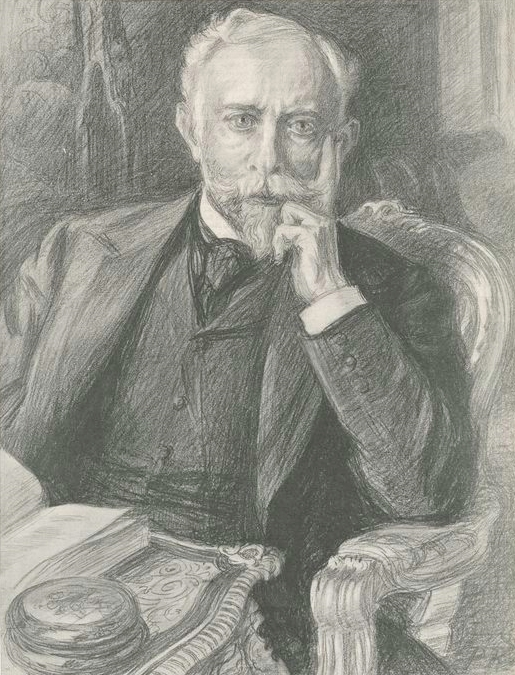
Paul Cambon à Londres. Croquis par Paul Renouard.

Paul Cambon est le frère aîné de Jules Cambon. Il fait des études de droit et devient secrétaire de Jules Ferry à la préfecture du département de la Seine. Il devient ensuite secrétaire général de la préfecture des Alpes-Maritimes (1871), des Bouches-du-Rhône (1871), préfet de l'Aube (1872), du Doubs (1876) et du Nord (1877-1882), avant de passer dans le corps diplomatique.
Il exerce les fonctions de ministre résident de France en Tunisie du 28 février 1882 au 28 octobre 1886 et contribue à la réforme des institutions judiciaires de la régence de Tunis avec la création du tribunal français de Tunis (27 mars 1883) et la suppression progressive des tribunaux consulaires, achevée avec la fermeture de la juridiction consulaire des Pays-Bas le 1er novembre 1884. En outre, il réorganise les services administratifs tunisiens avec la création de la direction des Travaux publics (1882) et de celle de l'Instruction publique et des Beaux-arts (1883). 
La direction des Finances, créée en 1882, prend son essor à partir de 1884 en se substituant à la Commission financière de la dette tunisienne, établie en 1868 pour contrôler la gestion des dépenses tunisiennes et garantir le remboursement des pays créanciers. Les conventions de La Marsa, signées le 8 juin 1883, prévoient en particulier l'émission, pour le remboursement de la dette, d'un emprunt tunisien garanti par la France.
Paul Cambon est à l'origine, avec Pierre Foncin, de la fondation de l'Alliance française le 21 juillet 1883.
Toujours dans le domaine économique, Paul Cambon crée la Chambre de commerce de Tunisie en 1885. Il est également à l'origine de la loi tunisienne du 1er juillet 1885, qui instaure le principe de l'immatriculation foncière, clarifie l'état des possessions foncières de l'époque tout autant et favorise l'intensification ultérieure de la colonisation foncière européenne en Tunisie.
Après son séjour en Tunisie, Paul Cambon devient ambassadeur de France à Madrid (1886), à Constantinople (1890) et à Londres (1898-1920).
C'est là qu'il joue un rôle important dans la constitution de l'Entente cordiale, puis de l'accord russo-britannique de 1907. Au début de la Première Guerre mondiale, il pousse le Royaume-Uni à entrer en guerre contre l'Allemagne. Il quitte son poste en 1920 et il est élu membre de l'Académie des sciences morales et politiques. Il est en outre membre correspondant de l'Académie des sciences morales et politiques de Madrid.

### Indépendance d'esprit
Rares furent les diplomates de son époque qui, comme lui, exercent leurs fonctions avec autant de liberté, confinant parfois à l'insurbodination. Son supérieur Gabriel Hanotaux, ministre des Affaires étrangères, fait fréquemment de violentes sorties contre les initiatives que l'inamovible Paul Cambon s'autorise, l'accusant de trahison et de complot contre lui. Son animosité envers les frères Paul et Jules Cambon devait atteindre un point de crise lors d'une réunion du cabinet en avril 1897, et la survie du gouvernement est pendant un temps menacée. Si ses relations sont beaucoup plus cordiales avec Théophile Delcassé, successeur d'Hanotaux au Quai d'Orsay, il n'en continue pas moins de prendre des initiatives non autorisées. « L'histoire diplomatique n'est qu'un long récit des tentatives des agents pour faire quelque chose et des résistances de Paris », devait-il écrire à son fils.

## Distinctions
- - Grand-croix de la Légion d'honneur
- - Chevalier grand-croix de l'ordre royal de Victoria
- Docteur honoris causa des universités de Cambridge, Oxford et Édimbourg

La promotion 1953 de l'École nationale d'administration porte son nom.

## Publications
- Correspondance, Paris, Grasset, 1940 (3 vol., lire le volume 1 sur Commons).